# Dirk Jäckel
Dirk Jäckel (* 1966) ist ein deutscher Historiker.

## Leben
Nach der Schule erlangte Dirk Jäckel 1985 seinen ersten Berufsabschluss als Zerspanungsfacharbeiter. 1988 erreichte er seinen zweiten Berufsabschluss als Buchhändler an der Betriebsakademie Verlage und Buchhandel Leipzig. Sein akademischer Werdegang begann im Jahr 1990. Sein Studium schloss er 1997 mit dem Magister Artium in Geschichte und katholischer Theologie ab. Im Jahr 2002 folgte seine Promotion im Bereich der mittelalterlichen Geschichte.
Dirk Jäckel ist seit 2008 wissenschaftlicher Mitarbeiter an der Akademie der Wissenschaften und der Literatur Mainz im Projekt Regesta Imperii. Dort ist er regelmäßig als Herausgeber von Regestenbänden beteiligt. Außerdem lehrt er an der Ruhr-Universität Bochum als wissenschaftlicher Mitarbeiter am Lehrstuhl für Früh- und Hochmittelalter.

## Publikationen (Auswahl)
Monographie und Herausgeberschaften
- Der Herrscher als Löwe. Ursprung und Gebrauch eines politischen Symbols im Früh- und Hochmittelalter. Köln/Weimar/Wien: Böhlau 2006 (= Beihefte zum Archiv für Kulturgeschichte, Bd. 60). (Dissertationsschrift)
- Heinrich III. Dynastie – Region – Europa. hrsg. von Gerhard Lubich und Dirk Jäckel (Regesta Imperii. Beihefte: Forschungen zur Kaiser und Papstgeschichte des Mittelalters, Bd. 43), Köln, Bröhlau 2018, S. 181–206.
- Ad personam. Festschrift zu Hanna Vollraths 80. Geburtstag, hrsg. von Dirk Jäckel und Gerhard Lubich (Forschungen zur Vormoderne, Bd. 1), Berlin u. a.: Lang 2019.
- Thietmar von Merseburg: Historiographie der Grenzwelten. hrsg. von Dirk Jäckel, Lisa Klocke und Matthias Weber (Forschungen zur Vormoderne, Bd. 4), Berlin u. a.: Lang 2021.

Regestenbände
- Die Regesten des Kaiserreiches unter Heinrich IV. 1056 (1050)–1106. 2. Lieferung: 1065–1075, neubearbeitet von Tilman Struve unter Mitarbeit von Gerhard Lubich und Dirk Jäckel, Köln/Weimar/Wien: Böhlau 2010 (= J. F. Böhmer, Regesta Imperii, hrsg. von der Österreichischen Akademie der Wissenschaften und der Deutschen Kommission für die Bearbeitung der Regesta Imperii bei der Akademie der Wissenschaften und der Literatur Mainz, III. Salisches Haus: 1024–1125, 2. Teil: 1056 (1050)–1125, 3. Abteilung).
- Die Regesten des Kaiserreiches unter Heinrich IV. 1056 (1050)–1106. 3. Lieferung: 1076–1085, nach Vorarbeiten von Tilman Struve neubearbeitet von Gerhard Lubich unter Mitarbeit von Dirk Jäckel, Köln/Weimar/Wien: Böhlau 2016.
- Die Regesten des Kaiserreiches unter Konrad II. 1024–1039. 2. Lieferung: Addenda und Corrigenda, Quellen- und Literaturverzeichnis, Personen- und Ortsregister, bearbeitet von Gerhard Lubich unter Mitarbeit von Dirk Jäckel, Lisa Klocke und Matthias Weber Wien/Köln/Weimar: Böhlau 2020 (= J. F. Böhmer, Regesta Imperii, hrsg. von der Österreichischen Akademie der Wissenschaften und der Deutschen Kommission für die Bearbeitung der Regesta Imperii bei der Akademie der Wissenschaften und der Literatur Mainz, III. Salisches Haus: 1024 – 1125, 2. Teil: 1024–1039, 1. Abteilung).

Aufsätze, Miszellen und Beiträge zu Sammelwerken
- Der Herrscher als Löwe. Über die Lebensdauer und Veränderung eines Symbols in Altertum und Mittelalter. In: Bodo Gundelach/Ralf Molkenthin (Hrsg.), Blicke auf das Mittelalter. Aspekte von Lebenswelt, Herrschaft, Religion und Rezeption. Festschrift Hanna Vollrath zum 65ten Geburtstag, Herne: Schäfer 2004 (= Studien zur Geschichte des Mittelalters, Bd. 2), S. 25–44.
- Judenmord – Geißler – Pest: Das Beispiel Straßburg 1349. in: Mischa Meier (Hrsg.): Pest. Die Geschichte eines Menschheitstraumas, Stuttgart: Klett-Cotta 2005, S. 162–178 u. 409–413.
- „Und sein Bild wurde in der Stadt ausgetilgt“ – Zur Topographie und Funktion der Kaisertötung im frühbyzantinischen Reich. In: Linda-Marie Günther/Michael Oberweis (Hrsg.): Inszenierungen des Todes. Hinrichtung – Martyrium – Schändung, Berlin u. a.: Europäischer Universitätsverlag 2006 (= Sources of Europe, Bd. 4), S. 117–142.
- Leon III. und die Anfänge des byzantinischen Bilderstreits. In: Mischa Meier (Hrsg.): Sie schufen Europa. Historische Portraits von Konstantin bis Karl dem Großen, München: Beck 2007, S. 259–272 u. 353f.
- „Und er bat bei ihm zu liegen.“ Sexuelle Grenzüberschreitung und deren Ahndung bei Thietmar von Merseburg. In: Thietmar von Merseburg: Historiographie der Grenzwelten, hrsg. von Dirk Jäckel, Lisa Klocke und Matthias Weber (= Forschungen zur Vormoderne, Bd. 4), Berlin u. a.: Lang 2021; S. 91–155.